# 红旗远东特别集团军
红旗远东特别集团军是1929年至1938年苏联工农红军在远东地区的军事建制单位。

## 历史
1922年11月16日苏俄国内战争正式结束，远东共和国人民革命军改称为红旗第5集团军，总部驻赤塔，至1924年第五集团军撤消，远东地区归属西伯利亚军区。
1929年8月6日，由于中东路事件爆发局部战争，组建“远东特别集团军”，下辖步兵第18军、步兵第19军，管辖区域为远东边疆区、布里亚特蒙古苏维埃社会主义自治共和国、西伯利亚边疆区伊尔库茨克州，并指挥远东区舰队。1930年1月1日，因战功卓著，远东特别集团军被授予红旗勋章，称“红旗远东特别集团军”。1931年成立了其下属的滨海军队集群，司令员普特纳。九一八事变后，远东兵力不断增加。 1932年组建了红旗远东特别集团军第三集体农庄步兵师，调入了步兵第57师 。1935年5月17日，红旗远东特别集团军为基础组建了远东军区，并下设了新组建的外贝加尔军队集群。但随即于1935年6月2日，又改称红旗远东特别集团军。下辖特别农垦军，由退伍红军战士为主设置了数十个红军战士集体农庄。
1938年6月28日，为应对日益增强的日本威胁，红旗远东特别集团军改组为红旗远东方面军，包括第1軍團和第2軍團和哈巴罗夫斯克集群，方面军司令员布留赫尔元帅，参谋长施特恩。

## 指揮官
- 總司令：瓦西里·布柳赫尔
- 参谋长：
  - 阿尔伯特·亚努维奇·拉平（1929年）
  - 米哈伊尔·桑古尔斯基（1930年1月—）
- 内务人民委员部驻集团军分支首长：亨里希·柳什科夫